# Neolucanus insulicola insulicola
Neolucanus insulicola insulicola es una subespecie de coleóptero de la familia Lucanidae.

## Distribución geográfica
Habita en Japón.